# Staudingeria
Staudingeria is een geslacht van vlinders van de familie snuitmotten (Pyralidae), uit de onderfamilie Phycitinae.

## Soorten
- S. albipennella Hulst, 1887
- S. ancylopsidis Roesler, 1970
- S. aspilatella Ragonot, 1887
- S. bicolorella Roesler, 1973
- S. brunneella Chrétien, 1911
- S. bulganella Roesler, 1970
- S. calcariella Ragonot, 1901
- S. cinnamomella Rothschild, 1915
- S. deserticola Staudinger, 1870
- S. eremicola Amsel, 1935
- S. fuscovenella Ragonot, 1887
- S. gozmanyella Roesler, 1970
- S. holophaceella Rebel, 1903
- S. kaszabi Roesler, 1970
- S. magnifica Butler, 1875
- S. mimeugraphella Balinsky, 1989
- S. minimella Lucas, 1911
- S. monella Roesler, 1973
- S. morbosella Staudinger, 1879
- S. myosella Hampson, 1901
- S. pamira Filipjev, 1931
- S. partitella Ragonot, 1887
- S. persicella Amsel, 1961
- S. psammicola Roesler, 1970
- S. reginella Roesler, 1970
- S. rubrocolorella Roesler, 1970
- S. rufulella Hartig, 1936
- S. spectrifasciella Ragonot, 1887
- S. steppicola Caradja, 1937
- S. suboblitella Ragonot, 1888
- S. unicolorella Roesler, 1970
- S. versicolorella Ragonot, 1887
- S. yerburii Butler, 1884